# Margot Käßmann
Margot Käßmann, rozená Schulze (* 3. června 1958 Marburg, Německo) je německá teoložka, která v letech 2009–2010 coby první žena v historii zastávala funkci předsedkyně Rady Evangelické církve v Německu. V letech 1999–2010 byla biskupkou Hannoverské zemské luterské evangelické církve.

## Život
Studovala teologii na univerzitě v Tübingenu, v Edinburghu, v Göttingenu a Marburgu. V letech 1991 až 1998 byla členkou výkonné komise Světové rady církví.
V období 1999 až 2010 zastávala funkci biskupky Hannoverské zemské luterské evangelické církve. V letech 2009–2010 se jako první žena stala předsedkyní Rady Evangelické církve v Německu. V této době ostře kritizovala nasazení německých vojáků v Afghánistánu.
Z funkce odstoupila v únoru 2010 poté, co byla přistižena pří řízení v opilosti. Centrem Hannoveru tehdy projížděla na červenou a v krvi měla 1,54 promile alkoholu. „Jsem zděšená sama sebou, že jsem se dopustila tak hrozné chyby,“ uvedla s odstupem Margot Käßmann. Zaplatila osm tisíc eur pokuty a na devět měsíců přišla o řidičský průkaz.
Poté působila jako profesorka ekumenické teologie a sociální etiky na univerzitě v Bochumi.

### Osobní život
Margot Käßmann je matkou čtyř dcer, po 26 let byla vdaná za Eckharda Käßmanna, který je také farářem. V roce 2007 se stala první německou biskupkou, která se rozvedla.